# الجمعية السعودية للتوحد
الجمعية السعودية للتوحد هي جمعية سعودية تأسست عام 1410 هـ وتهدف إلى تطوير الخدمات التي تحتاجها فئة التوحد وأسرهم وذلك بالتنسيق مع الجهات الحكومية والخيرية والأهلية من أجل إنشاء قاعدة معلومات حول حالات التوحد بكافة أنواعها.

## رؤية الجمعية
مجتمع يكون فيه الأشخاص من فئة التوحد معتمدين على أنفسهم ومستقلين وفاعلين في تنمية المجتمع.

## رسالة الجمعية
مساعدة الأشخاص ذوي التوحد وأسرهم والمختصين وبقية أفراد المجتمع على تحقيق هذه الرؤية

## الأهداف
تهدف الجمعية إلى:
- المساهمة في تنسيق الجهود وتحقيق التكامل بين كافة القطاعات المعنية برعاية فئة التوحد (حكومية، خيرية، أهلية).
- إنشاء مراكز الرعاية المتخصصة لفئة التوحد في العديد من مناطق المملكة بناءً على الدراسات والمعطيات البحثية التي تحدد نسبة انتشار الحالات في المناطق.
- إنشاء قاعدة معلومات حول حالات التوحد بكافة أنواعها ومراكز الرعاية في المملكة.
- العمل على رفع درجة الوعي حيال إعاقة التوحد في المجتمع.
- تشجيع ودعم الدراسات والأبحاث المتعلقة بمسببات [[التوحد]] وأساليب العلاج والرعاية والتأهيل.
- تبني برامج التأهيل والتدريب الأكاديمي والتطبيقي الهادفة إلى إعداد كوادر متخصصة للعمل مع فئة التوحد وتطوير قدرات الكوادر العامة.
- المساهمة في توفير البرامج التأهيلية المهنية المناسبة لإعداد فئة التوحد لسوق العمل.
- حث القطاعات الحكومية والأهلية على توفير الفرص الوظيفية المناسبة لهذه الفئة.[2]

## خدمات الجمعية
- إرشادية
- تأهيلية
- تثقيفية
- خدمات اجتماعية[3]

## مجلس إدارة الجمعية[4]
| الإسم                                              | المنصب                 |
| -------------------------------------------------- | ---------------------- |
| الأمير فيصل بن تركي بن ناصر بن عبدالعزيز آل سعود   | رئيس مجلس الإدارة      |
| الدكتور/ عبدالرحمن بن عبدالعزيز السويلم            | نائب رئيس مجلس الإدارة |
| الأميرة أريج بنت تركي بن ناصر بن عبدالعزيز آل سعود | عضو                    |
| الدكتور/ محسن بن علي الحازمي                       | عضو                    |
| الشيخ / عبدالعزيز بن محمد العجلان                  | عضو                    |
| الأستاذ /أحمد بن عبدالعزيز اليحيى                  | عضو                    |
| المهندس/ خالد بن عبدالعزيز المانع                  | عضو                    |
| الدكتور/ عبدالله بن محمد الهزاع                    | عضو                    |
| اللواء متقاعد/ عبدالله بن عبدالكريم السعدون        | عضو                    |

## فروع الجمعية
- مركز الأمير ناصر بن عبدالعزيز للتوحد[5]
- مركز رعاية أطفال التوحد بمنطقة مكة المكرمة[6]
- مركز رعاية أطفال التوحد بالدمام[7]

## وصلات خارجية
- الموقع الرسمي للجمعية
- السعودية للتوحد تنشئ مركزا للتأهيل المهني والاجتماعي لليافعين[وصلة مكسورة]